# Boško Vukušić
Boško Vukušić (Vukovar, 14. rujna 1966. – Zagreb, 6. studenoga 2021.), bio je hrvatski branitelj i nogometni sudac. 
Bio je pripadnik Žutih mrava, odreda koji je branio Vukovar. Bio je sudcem na utakmicama najvišeg razreda u Hrvatskoj, Prvoj HNL. Sudio je u Prvoj HNL (2001./02. – 2010./11.) kao pomoćni sudac i pritom odsudio 119 prvenstvenih i 25 kup utakmica. Kasnije bio je kontrolor suđenja u Drugoj HNL, te član Komisije nogometnih sudaca Zagrebačkog nogometnog saveza i povjerenik za suđenje mladeži Središta Zagreb. 